# Hacienda El Carmen (parada)
La parada Hacienda el Carmen forma parte del Corredor Sur Occidental, en Quito, Ecuador.
Solo opera la línea T1 (Quitumbe-Seminario Mayor) la cual tiene un intervalo de cada 5 minutos. Con éstas se conectan hacia el norte y el sur. Esta estación transporta más de 500 pasajeros al día, ya que se conecta brevemente con el Terminal Quitumbe.
- Datos: Q5891189